# Saint-Bonnet-des-Quarts
Saint-Bonnet-des-Quarts är en kommun i departementet Loire i regionen Auvergne-Rhône-Alpes i centrala Frankrike. Kommunen ligger i kantonen La Pacaudière som tillhör arrondissementet Roanne. År 2022 hade Saint-Bonnet-des-Quarts 338 invånare.

## Befolkningsutveckling
Antalet invånare i kommunen Saint-Bonnet-des-Quarts
| Referens: INSEE |